# Lobidion punctatissimum
Lobidion punctatissimum – gatunek chrząszcza z rodziny poświętnikowatych i podrodziny Scarabaeinae, jedyny z monotypowego rodzaju Lobidion. Endemit Brazylii.
Rodzaj i gatunek typowy opisane zostały po raz pierwszy w 2010 roku przez François Géniera na łamach „Zootaxa”. Opisu dokonano na podstawie pojedynczej samicy. Jako lokalizację typową wskazano Fazendę São Nicolau w brazylijskim stanie Mato Grosso. Nazwa rodzajowa powstała przez zdrobnienie greckiego λοβός (lobos), oznaczającego „płatek”.
Chrząszcz o podługowato-owalnym ciele długości 7,5 mm i ubarwieniu ciemnobrązowym do czarnego, pozbawionym połysku metalicznego. Głowa odznacza się drobno punktowanym ciemieniem, rozwartymi i tępymi kątami policzkowymi, szwem czołowo-nadustkowym wyniesionym w płaski, płatowaty wyrostek, a samym nadustkiem równomiernie zwężonym ku lekko odgiętemu do góry i zaopatrzonemu w dwa tępe, krótkie i szeroko zaokrąglone ząbki wierzchołkowi. Wysklepione, drobno i gęsto punktowane przedplecze ma płytką i słabo zaznaczoną podłużną bruzdę pośrodkową w tylnej ⅓ oraz niezmodyfikowany przód. Silnie i równomiernie wysklepione, bezładnie i bardzo drobno punktowane pokrywy mają siedem rzędów na dysku oraz rząd dziewiąty na boku, od którego rząd ósmy wyodrębnia się jedynie przy wierzchołku. Pseudoepipleury są rozpłaszczone i widoczne patrząc od góry. Odnóża przedniej pary mają opatrzone na przedzie ostrym żeberkiem uda, skośnie ścięte od przodu golenie oraz nieco uwstecznione stopy. Odnóża par pozostałych mają opatrzone grubą mikrorzeźbą rowki przy tylnych krawędziach ud, przeciętnie szerokie u szczytu golenie oraz stopy o członie pierwszym półtorakrotnie dłuższym niż szerokim. Odwłok ma ostry, zębopodobny, zwrócony tylno-brzusznie wyrostek na ósmym sternicie oraz ścięte na szczycie, pokryte płytkimi i dużymi punktami pygidium o wąskiej i płytkiej, w widoku tylnym łukowatej bruździe nasadowej.